# 国民行動党
国民行動党（こくみんこうどうとう、スペイン語: Partido Accion Nacional、略称：PAN）は、メキシコの政党。

## 歴史
1939年、当時のラサロ・カルデナス大統領の改革に反対して立党。政権交代を果たす2000年以前はメキシコで最古の野党であった。右派・保守的立場をとる。主な支持基盤はカトリックの中流市民層や実業家で、ヨーロッパにおけるキリスト教民主主義勢力とよく似ている。
長らく制度的革命党 (PRI) 政権下における衛星政党の一つにすぎなかったが、1980年代に入ってから勢力を伸ばしはじめた。1982年、ホセ・ロペス・ポルティーヨ大統領が銀行の国有化を決定すると、これに反発する多くの実業家がPAN支持に回った。また、他の有権者も1980年代のメキシコ経済危機以降、PANに経済復興の望みをかけ、地方選挙などでPANは勝利するようになった。特に、1989年の地方選挙ではバハ・カリフォルニア州に初の州知事（エルネスト・ルッフォ・アペル）を生み出した。 以後は反PRI票の主要な受け皿となった。
当初は与党のPRIと同じく新自由主義政策を採っていたが、1990年代に腐敗政治打倒と民主化を呼びかけて以降、急激に支持を集め2000年に初めて与党となった。しかし、その背景にはビセンテ・フォックス・ケサーダ大統領のカリスマ的リーダーシップによるものとする見方があり、現にフォックス大統領は選挙時に緑の環境党を取り込み、左派勢力をも糾合することに成功し、大勝した。
2003年の下院選挙では23%の票を得るにとどまり、PRIの躍進を許した。2006年の大統領選挙ではPRIや民主革命党 (PRD) の進出により大苦戦を強いられたが、辛勝しフェリペ・カルデロンが当選した。2012年の大統領選挙にはジョセフィーナ・バスケス・モタを候補に立てたが、PRIのエンリケ・ペーニャ・ニエトが勝利し、12年ぶりに政権を明け渡した。現在、PANは主にメキシコ北部で確固たる基盤を築いている。
2023年9月3日には翌24年の大統領選挙における野党統一候補に、PANのソチル・ガルベス上院議員を選出したが、国家再生運動 (MORENA) のクラウディア・シェインバウムに大敗した。